# Чубай, Тарас Григорьевич
Тара́с Григо́рьевич Чуба́й (укр. Тарас Григорович Чубай, родился 21 июня 1970 во Львове) — украинский певец, рок-музыкант и композитор, вокалист группы «Плач Єремії» и автор её песен. Народный артист Украины (2017). Заслуженный артист Украины (2008). За свою карьеру написал более 100 песен, издал 11 альбомов и написал увертюру для оперы «Крайслер-Империал».

## Биография
Родился в семье украинского поэта, переводчика и искусствоведа Григория Чубая. Окончил Львовскую музыкальную школу имени С. Крушельницкой и Львовскую консерваторию. В студенческие годы с 1987 по 1992 годы принимал участие в выступлениях театра «Не горюй!» (укр. Не журись!). В 1990 году вместе с бас-гитаристом Всеволодом Дячишиным создал группу «Плач Єремії», в которой выступает и по сей день.

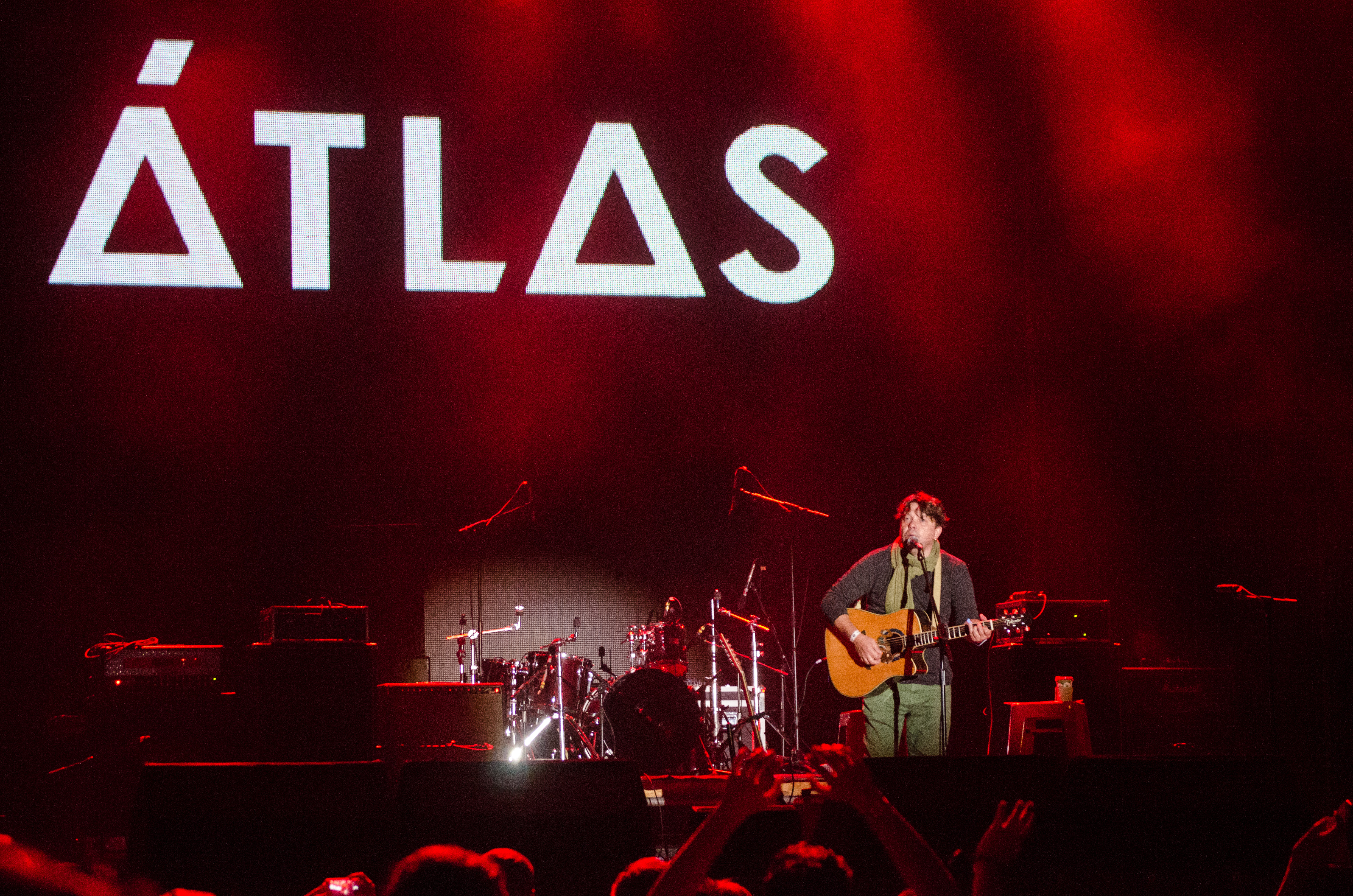
Тарас Чубай на фестивале Atlas Weekend 2016

В 1999 году переехал в Киев. Записал два альбома с группой «Скрябин» — «Наше Різдво» (рус. Наше Рождество) и «Наші партизани» (рус. Наши партизаны). 11 сентября 2003 выступил с сольным концертом во дворце «Украина», представив свой альбом «Світло і сповідь». В концерте принимали участие и его группа «Плач Єремії», и камерный оркестр «Виртуозы Львова», и музыкальное объединение «Пиккардийская терция».
В 2008 году Тарасу Чубаю присвоено звание «Заслуженный артист Украины».
24 августа 2017 указом президента Украины ему присвоено звание «Народный артист Украины».
Женат, есть трое детей.

## Дискография

### Плач Єремії
- Двері, котрі насправді є (1993)
- Най буде все як є… (1995)
- Хата моя (1997)
- Добре (1998)
- Світло і сповідь ч.1 (2003)

### Прочее
- Постать Голосу (1988)
- Наше Різдво (1998)
- Наші партизани (2000)
- Наш Івасюк (2002)

### Тарас Чубай &Kozak System
- «Пісні самонаведення» (2014)

## Звания
- Заслуженный артист Украины (13.11.2008)
- Народный артист Украины (24.08.2017)
- Знак «За доброе дело» журнала «Й» (2004).

### Страницы Тараса Чубая
- Страница Тараса Чубая на Facebook
- Страница Тараса Чубая на Reverbnation

### Интервью
- Тарас Чубай шукає памперси. Sumno.com (14 сентября 2010). Дата обращения: 22 сентября 2011. Архивировано из оригинала 18 ноября 2011 года.
- Интервью Тараса Чубая телеканалу ТВІ. Весна 2011 года на YouTube
- Львів потрапив під вплив російсько-хохляцької телевізійно-радійної схеми. Zaxid.net (2 июля 2010). Дата обращения: 3 июня 2010. Архивировано 23 января 2013 года.